# Gulpener Pilsner
Gulpener Pilsner is een Nederlands pilsbier.
Het bier wordt gebrouwen in Gulpen, bij de Gulpener Bierbrouwerij. Het is een lichtblond bier met een alcoholpercentage van 5,0%.

## Externe link

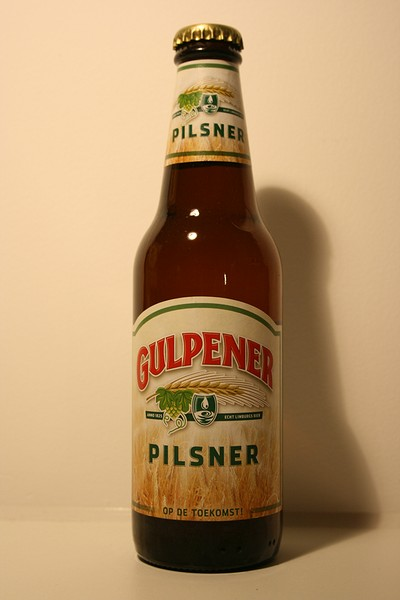
Vorig etiket (2012)